# Heinrich Dusemer

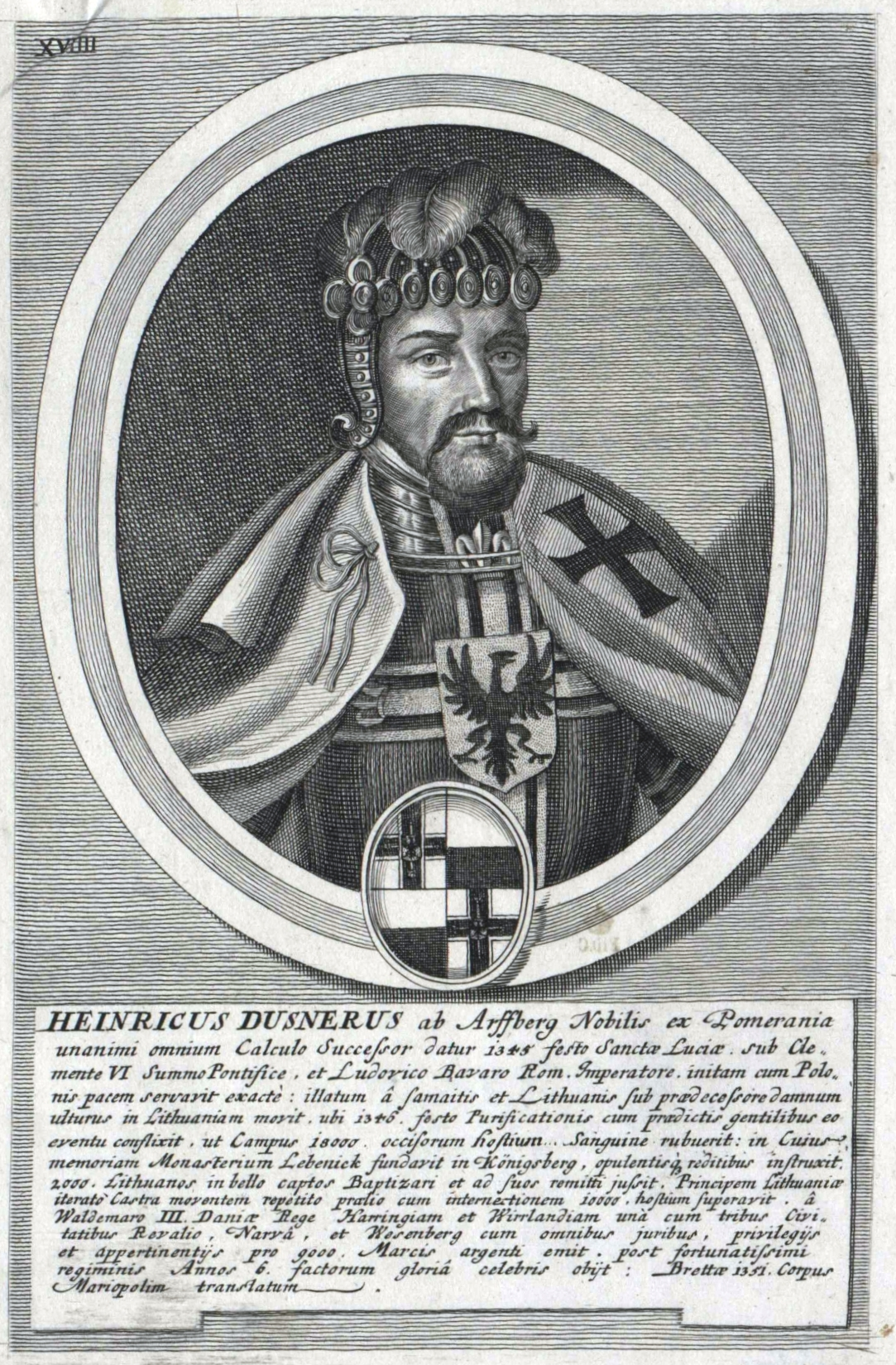
Heinrich Dusemer

Hochmeisterwappen Heinrich Dusemers

Heinrich von Dusemer, auch Heinrich Dusemer von Arf(f)berg (* um 1280 vermutet im fränkischen bzw. bayerischen Raum; † 1353 in Bratian (deutsch: Brattian) in Neumark in Westpreußen) war von 1345 bis 1351 der 21. Hochmeister des Deutschen Ordens.

## Leben
1311 erstmals als Ordensritter erwähnt, besiegte er im Zweikampf den litauischen Großfürsten Vytenis und wurde später von selbigem ob seines Kampfesmutes und seiner Ritterlichkeit geehrt.
Als Pfleger von Tapiau, Komtur von Ragnit und Pfleger von Samland begann er seine militärische Laufbahn mit Kämpfen gegen Litauen. Nach fünf Jahren wurde er Komtur von Brandenburg und war in den Jahren 1335 bis 1339 als Ordensmarschall der Oberbefehlshaber des Ordensheeres. 1343/44 führte er das Ordensheer im Kampf gegen die Esten.
Nach Abdankung seines Vorgängers Ludolf König von Wattzau im Jahre 1345 wurde er zu dessen Statthalter in Preußen und am 13. Dezember des Jahres 1345 zum Hochmeister gewählt. Er gehörte zu den größten Kolonisatoren des Ordens. Zu seiner Zeit wurde der Süden Preußens verstärkt besiedelt (Städtegründungen 1348 Tuchel, 1349 Soldau, 1351 Schippenbeil).
Zum Schutz gegen die Einfälle der Litauer ließ er 1345 den Bau der Johannisburg beginnen.
Innenpolitisch unternahm er Reformen in der Landwirtschaft zugunsten des Bauernstandes, förderte den Handel der Hansestädte und ergriff Maßnahmen zur Kriminalitätsbekämpfung. Schwere Rückschläge musste er in seinen Bestrebungen auf Grund der 1350 ausgebrochenen Pest und der damit verbundenen Bevölkerungsverluste hinnehmen.
In seine Regierungszeit fiel die Erwerbung des nördlichen Estlands für den Ordensstaat 1346. Es wurde für 19.000 Mark Silber von Dänemark gekauft.
1349 genehmigte er den Benediktinerinnen im Löbenicht eine der seltenen Klostergründungen der Ordenszeit. Er gab damit seinem Dank für den über die Litauer errungenen Sieg an der Strebe Ausdruck. Das Kloster wurde mit erheblichem Grundbesitz in Form von Waldungen im Kreis Wehlau ausgestattet. Die Wälder trugen später den Namen Löbenichtscher Hospitalforst.
Heinrich von Dusemer wird der Beginn des Baus des prunkvollen Hochmeisterpalastes auf der Marienburg zugeschrieben. Er beendete den Bau des Großen Remters im Mittelschloss.
Im Jahre 1351 musste er krankheitsbedingt abdanken und kehrte in die Ordensburg Bratian in der gleichnamigen Vogtei zurück, wo er 1353 starb. Er wurde in der Annenkapelle der Marienburg begraben. Seine Grabplatte ist dort noch zu besichtigen.
Er galt als Musterbeispiel eines ehrenhaften Ritters und umsichtigen Landesherren.